# Cees van Bruchem
Cornelis (Cees) van Bruchem (Bruchem, 25 februari 1950) is een Nederlands landbouwkundig ingenieur en voormalig politicus voor de Reformatorische Politieke Federatie (RPF) en later voor diens opvolger de ChristenUnie (CU).
Van Bruchem studeerde algemene agrarische economie aan de Landbouwhogeschool Wageningen. Hij werd daarna beleidsmedewerker bij het Landbouwschap in Den Haag en vervolgens in 1978 wetenschappelijk medewerker bij het Landbouw Economisch Instituut in diezelfde plaats. Zo nu en dan haalt hij hiermee de pers, zoals in augustus 2007 toen hij in verband met de wereldwijde stijging van de voedselprijzen ervoor waarschuwde de melkquota niet af te schaffen.
In april 1994 kwam hij in de gemeenteraad van Kerkwijk terecht. Dit duurde tot januari 1999 toen hij na de gemeentelijke herindeling van de Bommelerwaard gemeenteraadslid alsook wethouder (met in zijn portefeuille sociale zaken en volksgezondheid) van Zaltbommel werd, hetgeen hij tot juni 1999 was. In diezelfde maand werd hij in de Eerste Kamer verkozen. Hierin richtte hij zich op zaken die raakvlakken vertonen met zijn opleiding en beroep, zoals landbouw, milieu- en natuurbeheer, ruimtelijke ordening, volkshuisvesting en visserij. Na de verkiezingen vier jaar later, verliet hij in juni 2003 de Senaat.
Behalve namens heeft Van Bruchem ook binnen de RPF allerlei functies vervuld, zoals het lidmaatschap van het federatiebestuur, het voorzitterschap van de verkiezingsprogrammacommissie, het curatorschap van het wetenschappelijk instituut de Marnix van St. Aldegonde Stichting en het lidmaatschap van een studiegroep van het wetenschappelijk instituut die zich boog over genetische manipulatie. Nog steeds - sinds eind 1997 - is hij lid van het college van advies van de gecombineerde fractie van de SGP en de ChristenUnie binnen het Europees Parlement.
Daarnaast heeft hij ook in allerlei besturen van maatschappelijke en levensbeschouwelijke aard gezeten, zoals dat van het Zorgcentrum 't Slot in Gameren, waarvan hij sinds 1996 het voorzitterschap bekleed.
Van Bruchem zegde zijn lidmaatschap van de ChristenUnie in 2008 op omdat hij zich niet kon vinden in het toelaten van rooms-katholieken tot de partij. Ook wilde hij dat de partij explicieter stelling nam tegen het toelaten van (praktiserende) homoseksuelen tot de partij.

## Persoonlijk
Cees van Bruchem is woonachtig in zijn geboortedorp Bruchem. Kerkelijk behoort hij tot de Gereformeerde Bond in de Protestantse Kerk in Nederland. Binnen zijn plaatselijke kerk is hij sinds 1978 diaken.
- International Standard Name Identifier: 0000 0003 9105 4508
- Nederlandse Thesaurus van Auteursnamen: 068212682
- Parlement.com: vg09llktztzb
- Virtual International Authority File: 284824332
- WorldCat: E39PBJyGWjvRCdCbtbdvhrV3cP